# 木ノ芽峠
木ノ芽峠（きのめとうげ）は、福井県の嶺北と嶺南を隔てる峠である。標高は628 m。
木嶺（もくれい）とも言い、「嶺北」「嶺南」の語源となっている。
木ノ目峠、木辺峠、あるいは木部山とも表記される（福井県の峠一覧も参照）。

## 歴史
国造が分立した時代および律令時代初期より現在の敦賀市（角鹿国造の南部）が越前国の港湾都市として開発されて、海運や商業の地として栄えた。そのため越前国と若狭国との境界である関峠（せきとうげ）には関所が置かれたが、木ノ芽峠には一時期を除き番所関所は置かれていない。峠の南北両側は越前国（角鹿国造）の領地であるが、嶺北地方の日野川、九頭竜川水系と嶺南地方の木ノ芽川、笙の川水系の分水嶺でもある。またこの場所を境に風向き、天候が大きく変わること等が峠の由来であるとされている。
『日本紀略』によれば、官道の北陸道の一部として天長7年（830年）に上毛野陸奥公により道が開かれた。しかし、道の険しさや冬の厳しい気候のために難所の一つであった。このため、中世には、北陸道（北国街道）は東の栃ノ木峠（現在の国道365号）のルートに移動し、天正6年（1578年）には官道の地位も当峠から栃ノ木峠へ移った。但しその後も、北陸より敦賀を経由して京（現・京都）へ向かう道として利用されていた。

### 道元禅師の祖跡
木ノ芽峠の南越前町側には、曹洞宗の開祖道元禅師の祖跡がある。
永平寺に移られて10年目の建長4年（1252年）の夏ごろから体調を崩された道元禅師は、外護者の波多野義重から度重ねて京都の医師の診察を受けるように勧める書状を受け取られ、ついに療養のため生まれ故郷の京都へ上洛されることを決意される。その旅の途中、義介和尚と木の芽峠でお別れになられた。
石碑には、道元禅師が木の芽峠で詠まれた「草の葉に首途（かどで）せる身の木部（きのめ）山　雲に道ある心地こそすれ」の歌が刻まれている。

### 蓮如上人御影道中
蓮如上人御影道中とは、浄土真宗中興の祖蓮如上人の「御影（ごえい）」とともに、京都府の東本願寺と福井県の吉崎東別院を徒歩で往復する仏事で、300年以上の歴史を持つ。御下向は、4月17日に東本願寺を出発し、琵琶湖の西岸を通って7日間かけて歩き、4月23日に吉崎東別院に到着する日程で行われる。
4月21日の朝に福井県敦賀市の湯谷山意力寺を出発した供奉人らは、木の芽峠を越えて越前市へ入るが、この行程が、御下向中最大の難所となっている。

### ギャラリー

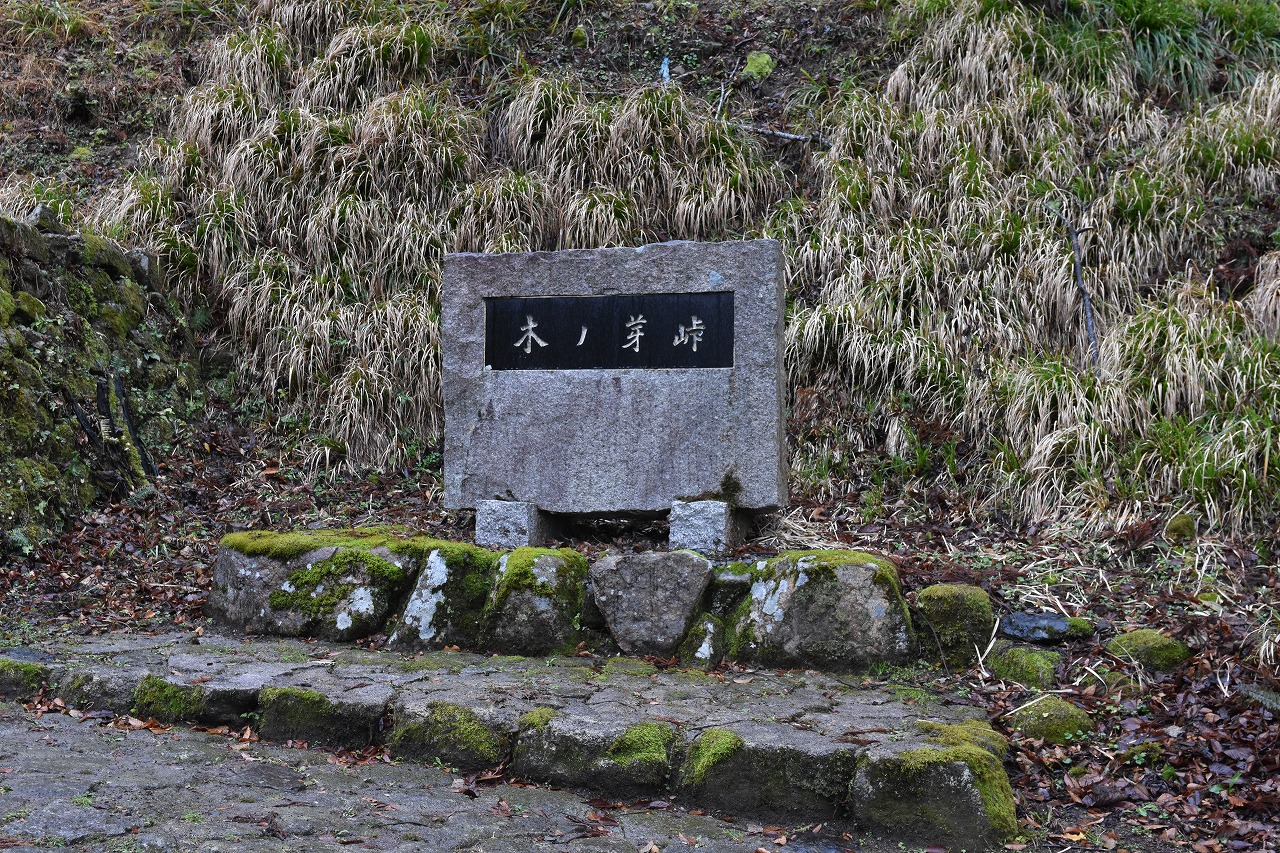
木ノ芽峠の石碑
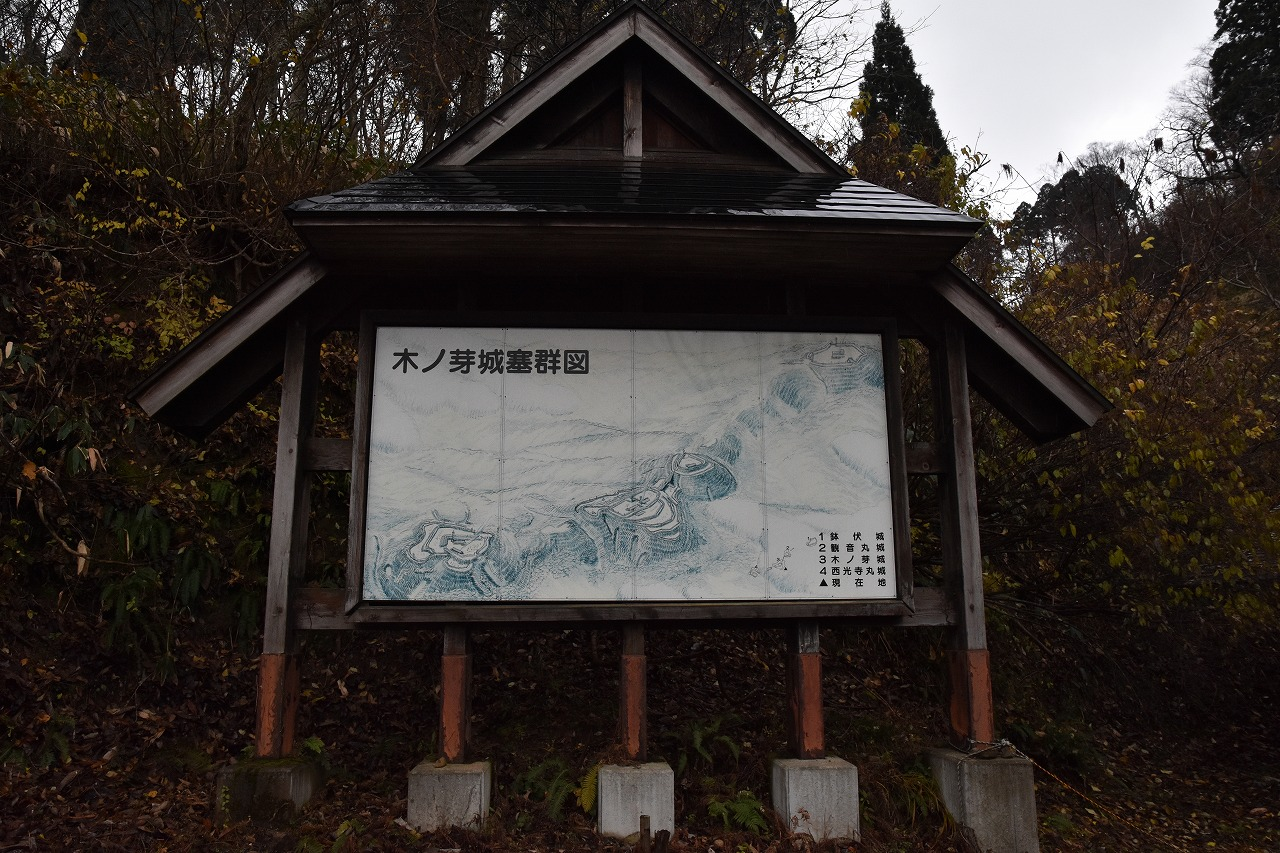
木ノ芽峠城塞群の看板
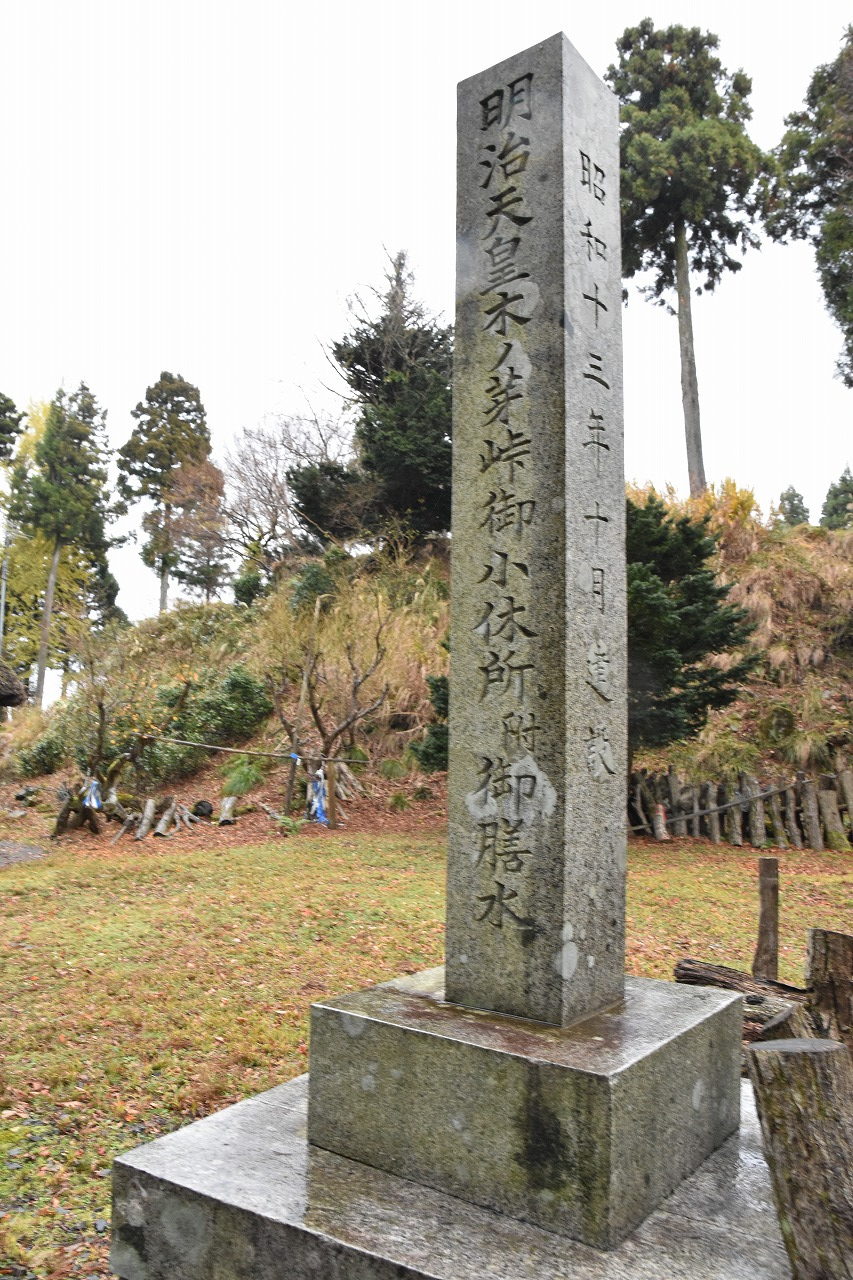
前川肇宅に建つ明治天皇が小休止を取られたことを記念する石碑

## 交通
北陸本線は険しい木ノ芽峠を避けて海側の山中峠を越える杉津を経由するルートで建設されたが、1962年に木ノ芽峠直下に北陸トンネルが開通した。また、木ノ芽峠直下には北陸新幹線の越前たけふ駅 - 敦賀駅間に新北陸トンネルが新設された。
道路では、北陸道を継承する国道18号は引き続き栃ノ木峠を経由していたが、1886年に金ヶ崎隧道・春日野隧道が貫通し、1920年には両隧道を通る海沿いの道が北陸道・国道18号を継承する国道12号（現在の国道8号）の一部に指定された。
1977年、北陸自動車道の敦賀トンネルが木ノ芽峠の直下に作られた。一般道路では長らく登山道しかない状態であったが、1993年に木ノ芽峠を通る道路が国道476号に指定され、2004年に直下を通る木ノ芽峠トンネルが完成して自動車が通行できるようになった。